# Vendenheim
 Vendenheim (en alsacià Vangene) és un municipi francès, situat a la regió del Gran Est, al departament del Baix Rin. L'any 2004 tenia 5.720 habitants.
Forma part del cantó de Brumath, del districte d'Estrasburg i de la Strasbourg Eurométropole.

## Demografia
| 1962  | 1968  | 1975  | 1982  | 1990  | 1999  |
| ----- | ----- | ----- | ----- | ----- | ----- |
| 2.263 | 2.772 | 3.457 | 3.520 | 5.193 | 5.597 |

## Administració
| Període   | Identitat        | Partit |
| --------- | ---------------- | ------ |
| 1945-1977 | Jean Holweg      |        |
| 1977-1995 | Théodore Steck   |        |
| 1995-2001 | Joseph Steinmetz |        |
| 2001-     | Henri Bronner    |        |